# Actinecta viridula
Actinecta viridula is een zeeanemonensoort uit de familie van de Minyadidae. De wetenschappelijke naam van de soort is voor het eerst geldig gepubliceerd in 1833 door Quoy & Gaimard.